# Eldorado (album de Stephan Eicher)
Pour les articles homonymes, voir Eldorado (homonymie).
Albums de Stephan Eicher
Tour Taxi Europa
(2004) L'Envolée
(2012)
Eldorado est le 11e album du chanteur suisse Stephan Eicher, réalisé par Frédéric Lo, sorti en 2007. 
Philippe Djian continue sa collaboration en tant que parolier, et signe le texte de cinq des chansons.
Il s'est vendu à près de 100 000 exemplaires. Selon son habitude, Stephan Eicher chante en plusieurs langues dans Eldorado.

## Liste des pistes
1. Confettis (en français) - paroles de Philippe Djian
2. Rendez-vous (en français) - Composé par Raphaël haroche
3. Weiss Nid Was Es Isch (en suisse allemand)
4. Dimanche en décembre (en français)
5. (I Cry At) Commercials (en anglais)
6. Voyage (en français) - paroles de Philippe Djian
7. Solitaires (en français) - paroles de Philippe Djian
8. Pas déplu (en français) - paroles de Philippe Djian
9. Charly (en suisse allemand)
10. Eldorado (en français) - paroles de Philippe Djian
11. Zrügg Zu Mir (en suisse allemand)